# Station Le Blanc-Mesnil
Le Blanc - Mesnil is een station gelegen in de Franse gemeente Le Blanc-Mesnil en departement van Seine-Saint-Denis. Het station ligt aan de spoorlijn La Plaine-Anor.

## Het station
Le Blanc-Mesnil rijdt RER B en voor Passe Navigo gebruikers ligt het station in zone 3.

## Vorig en volgend station
| Richting                                | Vorig station | Lijn  | Volgend station  | Richting                                             |
| --------------------------------------- | ------------- | ----- | ---------------- | ---------------------------------------------------- |
| Robinson B2 Saint-Rémy-lès-Chevreuse B4 | Drancy        | RER B | Aulnay-sous-Bois | Aéroport Charles de Gaulle 2 TGV B3 Mitry - Claye B5 |